# Zárt tölgyes öv
A zárt tölgyes öv a mérsékelt éghajlati öv nedves éghajlatú területének viszonylag csapadékos növényzeti öve, a Kárpát-medence egyik alapvető klímazonális öve. Zonális növénytársulása a zárt száraz tölgyes.
Magyarország alábbi tájegységei tartoznak többé-kevésbé ebbe az övbe:
- a Kisalföld (Arrabonicum flórajárás) nyugati fele,
- a Dél-Dunántúl (Praeillyricum flóravidék) egyes tájai:
  - Dráva-sík (Somogyicum flórajárás déli pereme),
  - Belső-Somogy (Somogyicum flórajárás keleti fele),
  - Külső-Somogy (Kaposense flórajárás),
  - a Tolnai-dombság (Kaposense flórajárás),
  - a Baranyai-dombság (Sopianicum flórajárás),
  - a Mecsek (Sopianicum flórajárás) 400 m alatti régiói,
  - a Villányi-hegység (az Illiricum flóratartomány szigeteként; más szerzők szerint a Sopianicum flórajárás része)
- Az Alföld két tájegysége:
  - Nyírség (Nyírségense flórajárás);
  - a Észak-Alföld (Samicum flórajárás);
- a Magyar-középhegység 400 m alatti régiói.